# مشهور (ترانه کانیه وست)
«مشهور» (به انگلیسی: Famous) ترانه‌ای از رپر آمریکایی کانیه وست است. این اثر به‌عنوان تک‌آهنگ آغازین هفتمین آلبوم استودیویی او به نام زندگی پابلو (۲۰۱۶) ارائه شده است. آواز ریانا، خواننده اهل باربادوس، و بداهه‌گوهی سویز بیتز، هنرمند هیپ‌هاپ آمریکایی، در این ترانه شنیده می‌شوند. این تک‌آهنگ در ۲۸ مارس ۲۰۱۶ به رادیوهای ایالات متحده ارسال شد. همچنین در تاریخ ۱۵ آوریل توسط یونیورسال به ایستگاه‌های رادیویی ایتالیا ارسال شد.
«مشهور» بلافاصله پس از انتشار، با استقبال منتقدان همراه شد اما در عین حال جنجال‌هایی را نیز برانگیخت. این جنجال به دلیل اشاره‌ای بحث‌برانگیز به تیلور سوئیفت بود که تا حدی به ماجرای قطع سخنرانی سوئیفت توسط وست در جوایز ویدئو موسیقی ام‌تی‌وی ۲۰۰۹ مرتبط می‌شد. وست مدعی شد که برای این بخش از ترانه، تأیید سوئیفت را دریافت کرده است، اما سوئیفت این ادعا را رد کرد و این متن را «زن‌ستیزانه» خواند. چند ماه بعد، کیم کارداشیان، همسر وقت وست، ویدیویی سه‌دقیقه‌ای منتشر کرد که بخش‌هایی از مکالمه بین سوئیفت و وست را نشان می‌داد و در آن، سوئیفت ظاهراً بخشی از ترانه را تأیید کرده بود. اما در سال ۲۰۲۰، نسخه کامل‌تری از این ویدیو (به مدت ۲۵ دقیقه) منتشر شد که نشان داد وست ظاهراً بخش خاصی از متن («I made that bitch famous») را که سوئیفت به آن اعتراض داشت، به او نگفته بود.
سوئیفت در مصاحبه‌ای با مجله تایم در دسامبر ۲۰۲۳ به این جنجال واکنش نشان داد و آن را «کاملاً یک دسیسه ساختگی» خواند. او گفت: «در تماس تلفنی که به صورت غیرقانونی ضبط شده بود، کیم کارداشیان آن را ویرایش کرده و منتشر کرد تا همه فکر کنند من دروغگو هستم.» سوئیفت ادامه داد: «این موضوع از نظر روانی مرا به جایی برد که پیش از آن هرگز تجربه نکرده بودم… واقعاً سقوط سختی داشتم.»
در ژوئن ۲۰۱۶، وست موزیک ویدیویی برای «مشهور» منتشر کرد که در آن مجسمه‌های مومی از خودش، تیلور سوئیفت، کیم کارداشیان، جرج دابلیو. بوش، دونالد ترامپ، آنا وینتور، ریانا، کریس براون، ری جی، امبر رز، کیتلین جنر و بیل کازبی به تصویر کشیده شده‌اند و همگی در یک تخت مشترک و به صورت برهنه خوابیده‌اند. این ویدیو با واکنش‌های متفاوتی روبه‌رو شد. چهره‌های مومی استفاده‌شده در این ویدیو بعدها به‌عنوان مجسمه به نمایش گذاشته شدند. این ترانه در پنجاه و نهمین مراسم جایزه گرمی برای بهترین اجرای رپ/آواز و بهترین ترانه رپ نامزد شده بود.